# الانتخابات العامة في جزر البهاما 2021
جرت الانتخابات العامة في جزر البهاما في 16 سبتمبر 2021.

## خلفية
تأثرت جزر البهاما بجائحة فيروس كورونا. ومن المتوقع استخدام البطاقات البيومترية في التصويت.
في يناير 2021، ذُكر أن حزب العمال التقدمي PLP كان يتوقع إجراء انتخابات مبكرة.
تراجعت الحركة الوطنية الحرة FNM بـ 4 مقاعد عن نتيجة 2017؛ يخطط رئيس مجلس النواب هالسون مولتري، وريس تشيبمان، وفريدريك ماك ألبين للتنافس في إعادة انتخابهم كمستقلين، في حين انشق فون ميلر إلى حزب العمال التقدمي.

## النظام الانتخابي
يجري انتخاب أعضاء مجلس النواب من دوائر انتخابية ذات عضو واحد باستخدام تصويت الفائز الأول. ثم يختار حزب الأغلبية رئيس الوزراء الذي يعينه الحاكم العام.

## المرشحون
في 3 فبراير، كشف الحزب التقدمي الليبرالي عن أول 18 مرشحًا له. وفي 21 يونيو 2021، اختار الحزب بقية مرشحيه للانتخابات. أكملت الحركة الوطنية الحرة المصادقة على المرشحين بحلول يوليو 2021.
نشر التحالف الوطني الديمقراطي (DNA) قائمة من 19 مرشحًا في مارس 2021. تشمل الأحزاب الجديدة تحالف المستقلين (COI)، الذي شكله أعضاء Bahamian Evolution، وحزب الكومنولث الكبير. شكل رئيس مجلس النواب مولتري تحالفًا انتخابيًا من المرشحين المستقلين ومرشحين آخرين.